# Contrarmellino
Contrarmellino è un termine utilizzato in araldica per indicare un campo in cui il disegno dell'armellino ma in cui gli smalti sono invertiti: il campo è di nero e le moscature d'argento.

Contrarmellino
Di contrarmellino, al capo d'oro; alla pila rovesciata di rosso, attraversante sul tutto (Ribiers, Francia)